# 乏燃料管理安全和放射性废物管理安全联合公约
乏燃料管理安全和放射性废物管理安全联合公约（英語：Joint Convention on the Safety of Spent Fuel Management and on the Safety of Radioactive Waste Management），是1997年国际原子能机构制订的国际公约。公约订于奥地利维也纳，于2001年6月18日生效，保存人是国际原子能机构总干事。

## 背景
各缔约国重申确保为乏燃料和放射性废物管理安全而规定并实行良好的做法对国际社会的重要性；重申确保乏燃料和放射性废物管理安全的最终责任由当事国承担；确认通过双边和多边机制以及本鼓励性公约在加强乏燃料和放射性废物管理安全方面进行国际合作的重要性，制订公约各条款。

## 内容
公约目标是：
1. 通过加强缔约国措施和国际合作，包括情况合适时与安全有关的技术合作，以在世界范围内达到和维持乏燃料和放射性废物管理方面的高安全水平；
2. 在满足当代人的需要和愿望而又无损于后代满足其需要和愿望的能力的前提下，确保在乏燃料和放射性废物管理的一切阶段都有防止潜在危害的有效防御措施，以便在目前和将来保护个人、社会和环境免受电离辐射的有害影响；
3. 防止在乏燃料或放射性废物管理的任何阶段有放射后果的事故发生，和一旦发生事故时减轻事故后果。

公约分别对乏燃料、放射性废物的管理安全做了规定。公约还包括一般安全规定，并对超越国界运输、废密封源等做了规定。